# Kupa e Shqipërisë 2014-2015
La Kupa e Shqipërisë 2014-2015 è stata la 63ª edizione della coppa nazionale albanese. Il torneo è cominciato il 29 agosto 2014 ed è terminato il 29 maggio 2015. Ad aggiudicarsi il trofeo è stato, per la seconda volta nella sua storia, il Laçi.

## Formula
La competizione si è svolta in turni ad eliminazione diretta con partite di andata e ritorno tranne il turno preliminare che si gioca in partita unica.
La squadra vincitrice si è qualificata qualifica alla UEFA Europa League 2015-2016.

## Turno preliminare
| 29 agosto 2014 |       |               |
| Himara         | 3 – 1 | Bilisht Sport |
| Albpetrol      | 0 – 1 | Vora          |

## Primo turno
| Squadra 1                        | Totale | Squadra 2         | Andata | Ritorno |
| -------------------------------- | ------ | ----------------- | ------ | ------- |
| 1 ottobre 2014 / 22 ottobre 2014 |        |                   |        |         |
| Vora                             | 2 - 10 | Kukësi            | 1 - 4  | 1 - 6   |
| Veleçiku                         | 2 - 2  | Besa Kavajë       | 0 - 0  | 2 - 2   |
| Burreli                          | 0 - 2  | Lushnja           | 0 - 1  | 0 - 1   |
| Shkumbini                        | 2 - 3  | Elbasani          | 2 - 2  | 0 - 1   |
| Kamza                            | 0 - 5  | Flamurtari Valona | 0 - 0  | 0 - 5   |
| Iliria                           | 1 - 5  | Partizani Tirana  | 0 - 3  | 1 - 2   |
| Himara                           | 1 - 20 | Skënderbeu        | 1 - 10 | 0 - 10  |
| Naftetari Kucove                 | 1 - 5  | Laçi              | 0 - 2  | 1 - 3   |
| Dinamo Tirana                    | 0 - 8  | Apolonia Fier     | 0 - 4  | 0 - 4   |
| Ada                              | 2 - 3  | Kastrioti         | 1 - 1  | 1 - 2   |
| Adriatiku                        | 2 - 3  | Vllaznia          | 0 - 2  | 2 - 1   |
| Besëlidhja                       | 2 - 5  | Teuta             | 0 - 2  | 2 - 3   |
| Sopoti                           | 1 - 4  | Tirana            | 0 - 3  | 1 - 1   |
| Pogradeci                        | 2 - 0  | Butrinti          | 2 - 0  | 0 - 0   |
| Tomori                           | 2 - 3  | Tërbuni Pukë      | 1 - 2  | 1 - 1   |
| Luftëtari                        | 3 - 4  | Bylis Ballsh      | 2 - 1  | 1 - 3   |

## Secondo turno
| Squadra 1                          | Totale | Squadra 2         | Andata | Ritorno |
| ---------------------------------- | ------ | ----------------- | ------ | ------- |
| 5 novembre 2014 / 19 novembre 2014 |        |                   |        |         |
| Veleçiku                           | 1 - 9  | Flamurtari Valona | 1 - 6  | 0 - 3   |
| Tërbuni Pukë                       | 1 - 6  | Skënderbeu        | 0 - 0  | 1 - 6   |
| Elbasani                           | 2 - 5  | Laçi              | 2 - 3  | 0 - 2   |
| Lushnja                            | 1 - 5  | Partizani Tirana  | 0 - 1  | 1 - 4   |
| Bylis Ballsh                       | 0 - 7  | Tirana            | 0 - 1  | 0 - 6   |
| Kastrioti                          | 0 - 4  | Vllaznia          | 0 - 4  | 0 - 0   |
| Pogradeci                          | 2 - 7  | Kukësi            | 0 - 2  | 2 - 5   |
| Apolonia Fier                      | 2 - 1  | Teuta             | 2 - 1  | 0 - 0   |

## Quarti di Finale
| Squadra 1                          | Totale | Squadra 2     | Andata | Ritorno      |
| ---------------------------------- | ------ | ------------- | ------ | ------------ |
| 4 febbraio 2015 / 18 febbraio 2015 |        |               |        |              |
| Flamurtari Valona                  | 2 - 4  | Skënderbeu    | 1 - 1  | 1 - 3        |
| Partizani Tirana                   | 2 - 3  | Laçi          | 2 - 0  | 0 - 3 (t.s.) |
| Vllaznia                           | 0 - 2  | Kukësi        | 0 - 2  | 0 - 0        |
| Tirana                             | 5 - 2  | Apolonia Fier | 2 - 2  | 3 - 0        |

## Semifinali
| Squadra 1                      | Totale | Squadra 2  | Andata | Ritorno |
| ------------------------------ | ------ | ---------- | ------ | ------- |
| 8 aprile 2015 / 22 aprile 2015 |        |            |        |         |
| Kukësi                         | 2 - 1  | Skënderbeu | 1 - 0  | 1 - 1   |
| Tirana                         | 0 - 1  | Laçi       | 0 - 0  | 0 - 1   |

## Finale
| Arbitro: | Lorenc Jemini |

|              |           |                        |
| Hasani 45+1’ | Marcatori | 29’ Veliaj 61’ Adeniyi |